# 關於歐洲良知和譴責共產主義罪行布拉格宣言

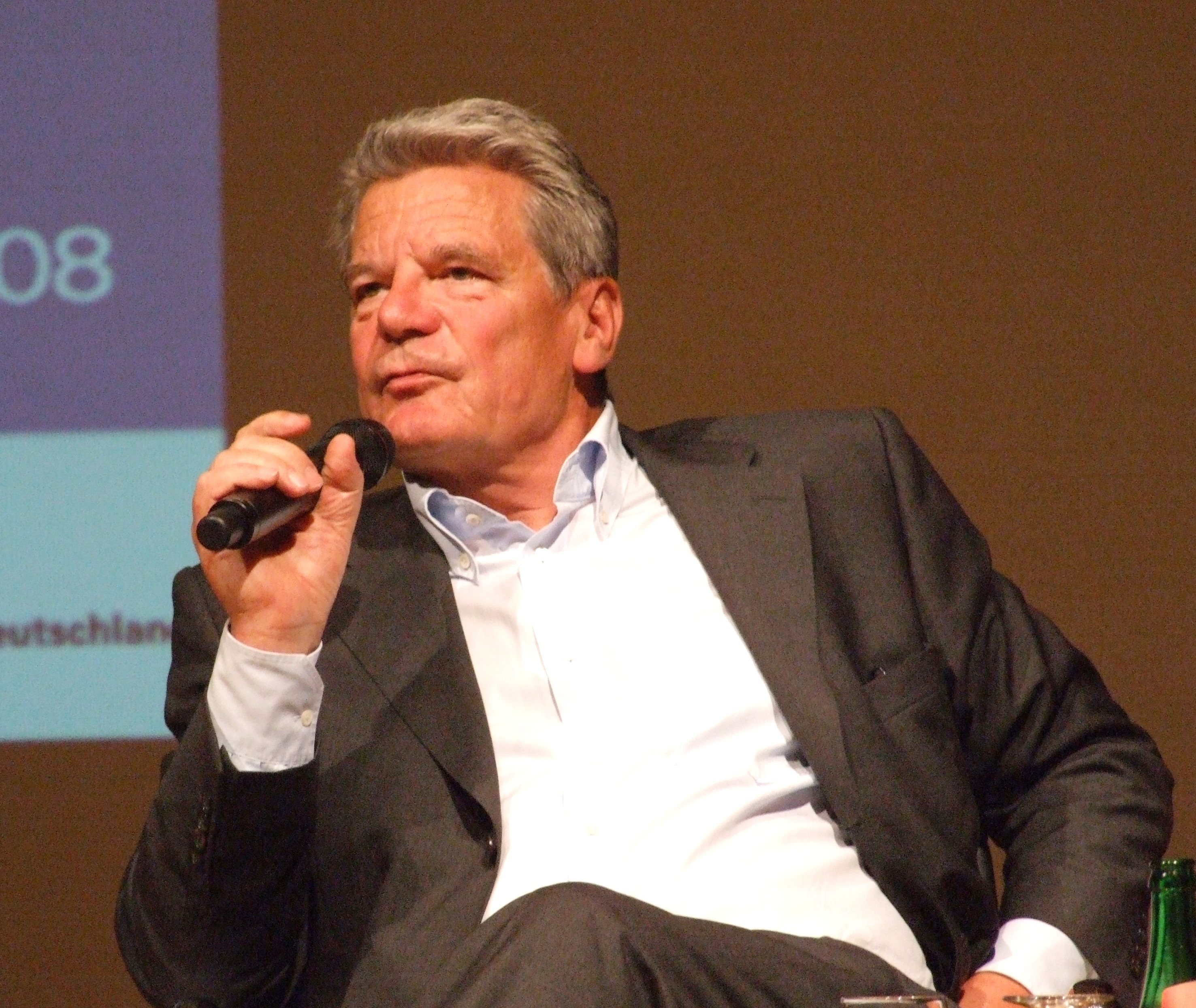
演讲现场的一张照片

關於歐洲良知和譴責共產主義罪行布拉格宣言（英語：Prague Declaration on European Conscience and Communism），或布拉格宣言（英語：Prague Declaration）是2008年6月3日由捷克共和国政府发起的一项宣言，由欧洲知名政治家、原政治犯和历史学家，如前捷克总统瓦茨拉夫·哈维尔和后来担任德国总统的约阿希姆·高克等人在捷克首都布拉格华伦斯坦宫签署。该宣言号召“在全欧洲范围对共产主义罪行展开谴责和相关教育”。迄今，该宣言产生的最重要影响包括欧盟和欧洲安全与合作组织设立国际黑丝带日（欧洲斯大林主义和纳粹主义受害人纪念日）；2011年由维谢格拉德集团创立的欧盟教育项目：欧洲记忆与良心平台，以提升民众对极权主义罪行的认知。